# Kirchberg (Hunsrück)
Kirchberg (Hunsrück) – miasto w Niemczech, w kraju związkowym Nadrenia-Palatynat, w powiecie Rhein-Hunsrück, siedziba gminy związkowej Kirchberg (Hunsrück).